# Émile Duclaux

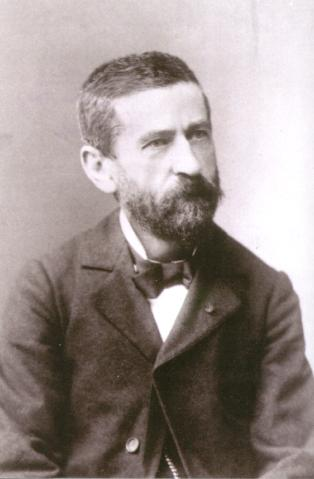
Chân dung Émile Duclaux khoảng năm 1890.

Émile Duclaux là một nhà vi sinh vật học và hóa học người Pháp. Ông sinh ngày 24 tháng 6 năm 1840 tại Aurillac, tỉnh Cantal. Sau khi tốt nghiệp trung học Lycée Saint-Louis tại Paris, Émile Duclaux được nhận vào cả hai ngôi trường danh tiếng Bách khoa Paris và Sư phạm Paris. Ông chọn theo học tại Sư phạm Paris và sau khi tốt nghiệp, ông làm việc tại phòng thí nghiệm của Louis Pasteur. Trong phần lớn sự nghiệp của mình, Émile Duclaux công tác với Louis Pasteur và trở thành viện trưởng Viện Pasteur vào năm 1895. Ông đã đề xuất trong tên của các enzyme phải có đuôi "ase" để ám chỉ chất nền của enzyme. Việc làm này của ông nhằm tôn vinh hai nhà khoa học đầu tiên đã cô lập enzyme Diastase khỏi chất nền của nó vào năm 1833 là Anselme Payen (1795-1871) và Jean François Persoz (1805-1868). Ông mất tại Paris ngày 2 tháng 5 năm 1904.